# Thinh Xuan Nguyen
Thinh Xuan Nguyen (ur. 3 stycznia 1973 w Ho Chi Minh) – australijski duchowny katolicki, biskup pomocniczy Melbourne od 2025.

## Życiorys
Święcenia kapłańskie przyjął 16 września 2006 i został inkardynowany do archidiecezji Melbourne. Pracował głównie jako duszpasterz parafialny, był także m.in. wychowawcą w archidiecezjalnym seminarium, duszpasterzem akademickim przy University of Melbourne oraz koordynatorem kurialnego wydziału ds. życia i posługi duchowieństwa.
8 listopada 2024 papież Franciszek mianował go biskupem pomocniczym archidiecezji Melbourne oraz biskupem tytularnym Madaurus. Sakry udzielił mu 1 lutego 2025 arcybiskup Peter Comensoli.